# NGC 5171
NGC 5171 (również PGC 47339 lub UGC 8476) – galaktyka eliptyczna (E-S0), znajdująca się w gwiazdozbiorze Panny. Odkrył ją George Washington Hough 5 maja 1883 roku.